# الغواصة الألمانية يو-849
غواصة يو-849 غواصة يو بوت ألمانية من الفئة التاسعة دي2 بنيت لسلاح بحرية ألمانيا النازية كريغسمارينه، في أحواض بناء السفن والآلات الألمانية وإيه جي فيزر في بريمن خلال الحرب العالمية الثانية. أبحر يو-849 في 2 أكتوبر 1943، وتم إغراقها بواسطة USN PB4Y Liberator في جنوب المحيط الأطلسي في 25 نوفمبر.